# Mimosa latidens
Mimosa latidens là một loài thực vật có hoa trong họ Đậu. Loài này được (Small) B.L. Turner miêu tả khoa học đầu tiên năm 1994.